# Thorictus villosissimus
Thorictus villosissimus is een keversoort uit de familie spektorren (Dermestidae). De wetenschappelijke naam van de soort werd in 1923 gepubliceerd door Manuel Martínez de la Escalera.